# Le Garric
Le Garric (tiếng Occitan: Lo Garric, meaning uoak tree) là một xã thuộc tỉnh Tarn trong vùng Occitanie miền nam nước Pháp.